# Юэ (коммуна)
Юэ (фр. Huez) — коммуна во Франции, находится в регионе Рона — Альпы. Департамент коммуны — Изер. Входит в состав кантона Ле-Бур-д’Уазан. Округ коммуны — Гренобль.
Код INSEE коммуны — 38191. Население коммуны на 1999 год составляло 1671 человек. Населённый пункт находится на высоте от 1 024 до 3 081 метров над уровнем моря. Муниципалитет расположен на расстоянии около 510 км юго-восточнее Парижа, 125 км юго-восточнее Лиона, 29 км юго-восточнее Гренобля. Мэр коммуны — Жан-Ив Нуаре, мандат действует на протяжении 2009—2014 гг.
Динамика населения (INSEE):

## Города-побратимы
- Бормио, Италия (2005)